# Gare de Hendon
La gare de Hendon (en anglais : Hendon railway station), est une gare ferroviaire de la Midland Main Line (en), en zone 3 et 4 Travelcard. Elle  est située sur la Station Parade  à l'ouest de Hendon, dans le borough londonien de Barnet, sur le territoire du comté de l'Essex et du Grand Londres.
C'est une gare Network Rail desservie par des trains Thameslink.

## Situation ferroviaire
Établie à 49 mètres d'altitude, La gare de Hendon est située sur la Midland Main Line (en), entre les gares ouvertes de Mill Hill Broadway, en direction des gares de Sheffield ou Nottingham, et de Cricklewood, en direction de la gare de Saint-Pancras. Elle dispose : de cinq voies qui desservent trois quais, dont deux centraux, et une sixième voie de passage traverse la gare.

Plans : de la ligne et du réseau des transports à Londres
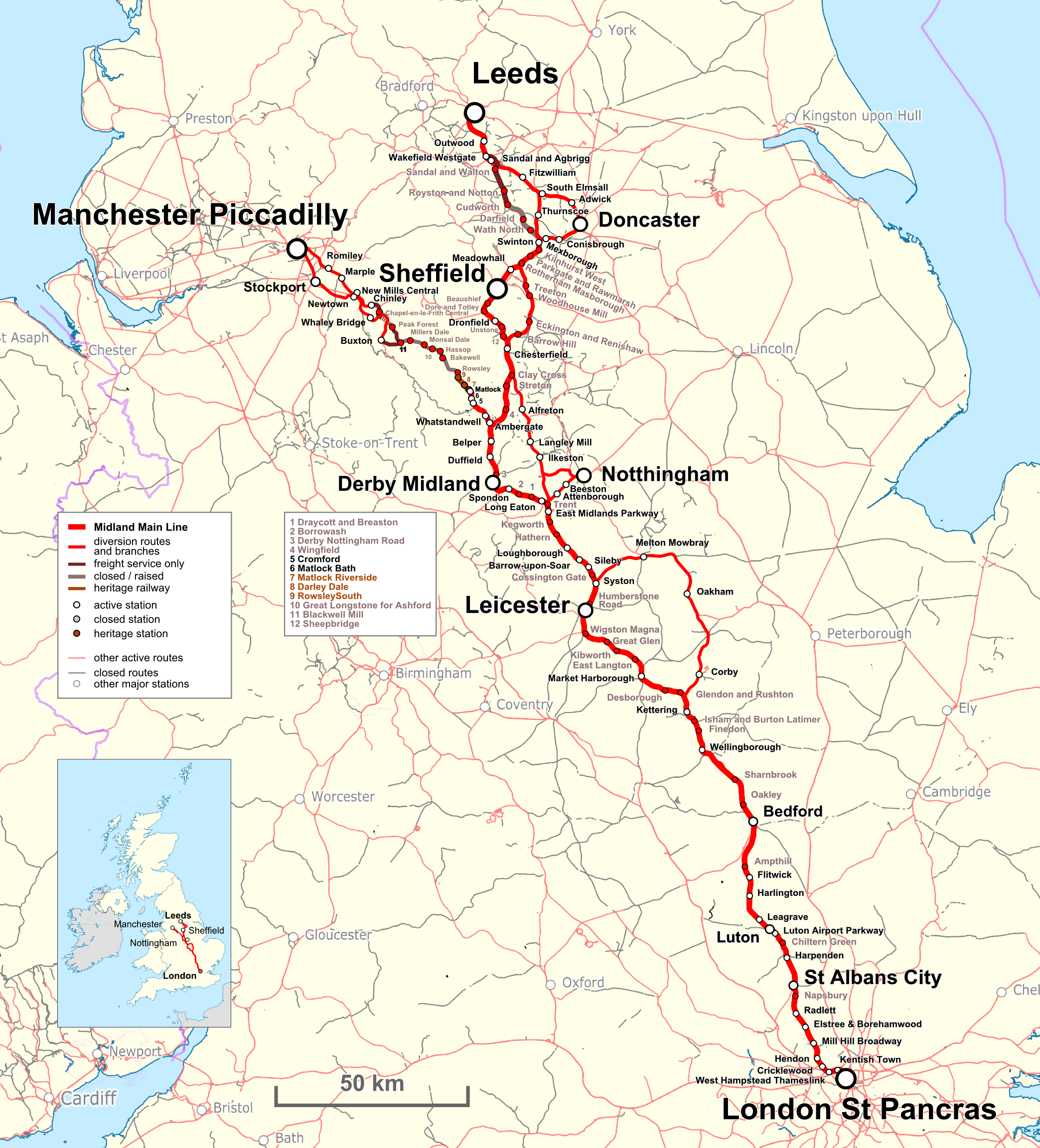
Midland Main Line.
Réseaux de Londres.

## Histoire
Il a été construit par le Midland Main Line en 1868 sur son extension à St-Pancras. En 1875, le Midland Main Line a ouvert un service de Victoria à Londres.
En mars 2009, Thameslink ont commencé à desservir les gares de Sevenoaks à Luton, mais dessert en hors-pointe à Kentish Town.

## Service des voyageurs

### Accueil
La gare dispose d'une entrée principale sur la Station Parade  à l'ouest de Hendon.

### Desserte
La gare de Hendon est desservie par : des trains Thameslink sur les relations Sutton (en) - Luton et Saint-Albans City - Rainham (en).

Installations et dessertes
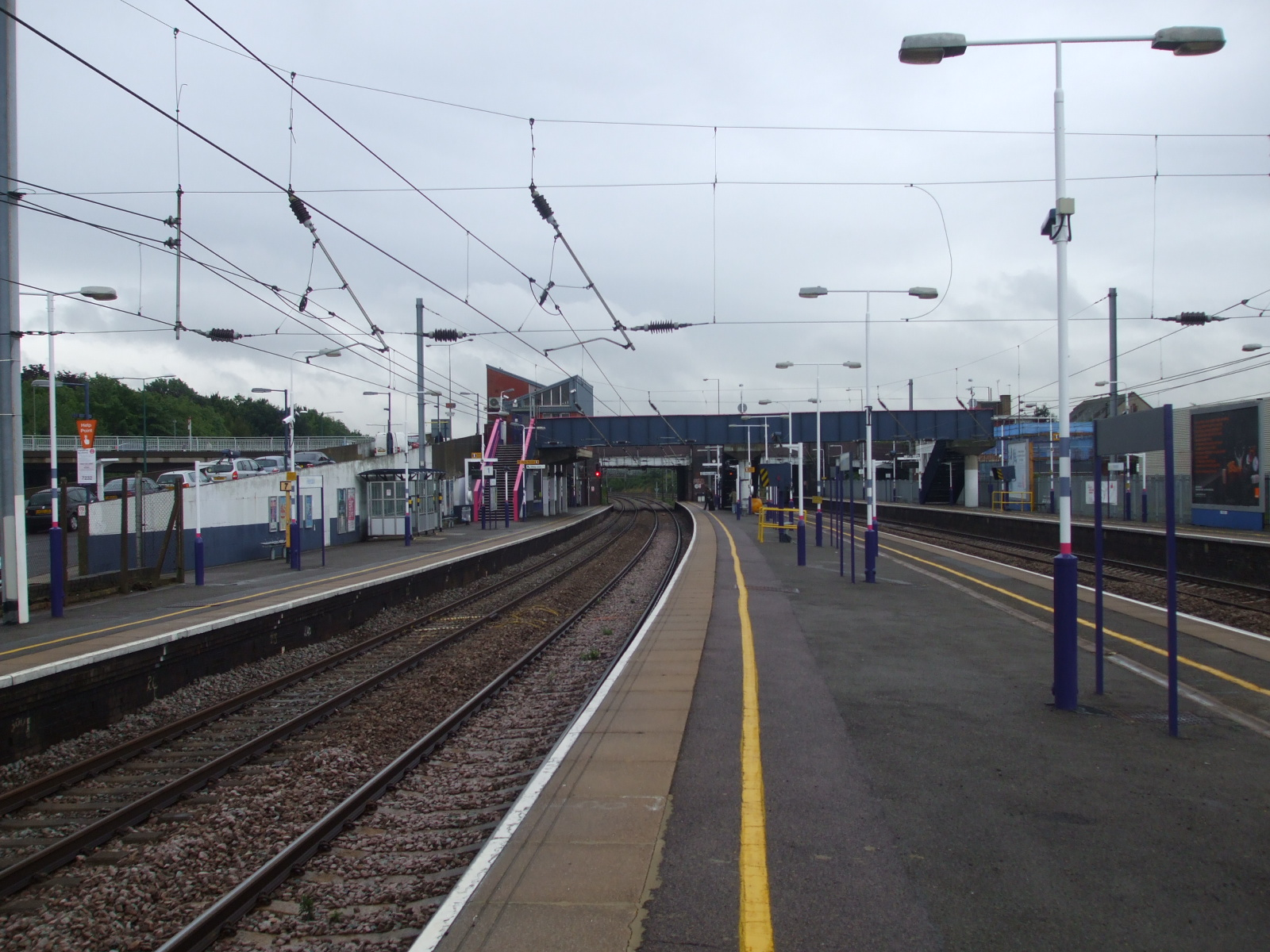
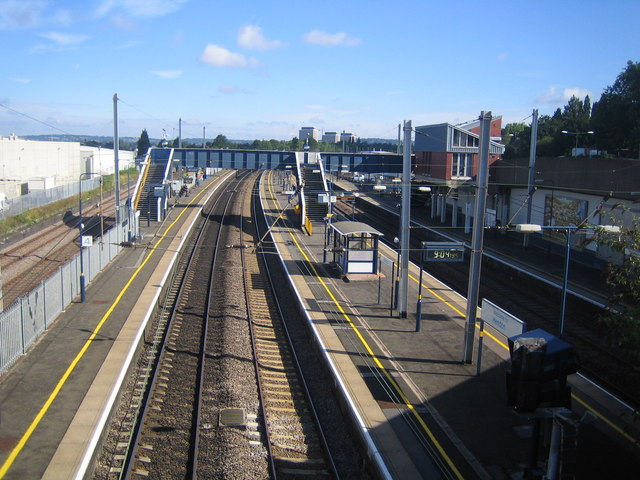
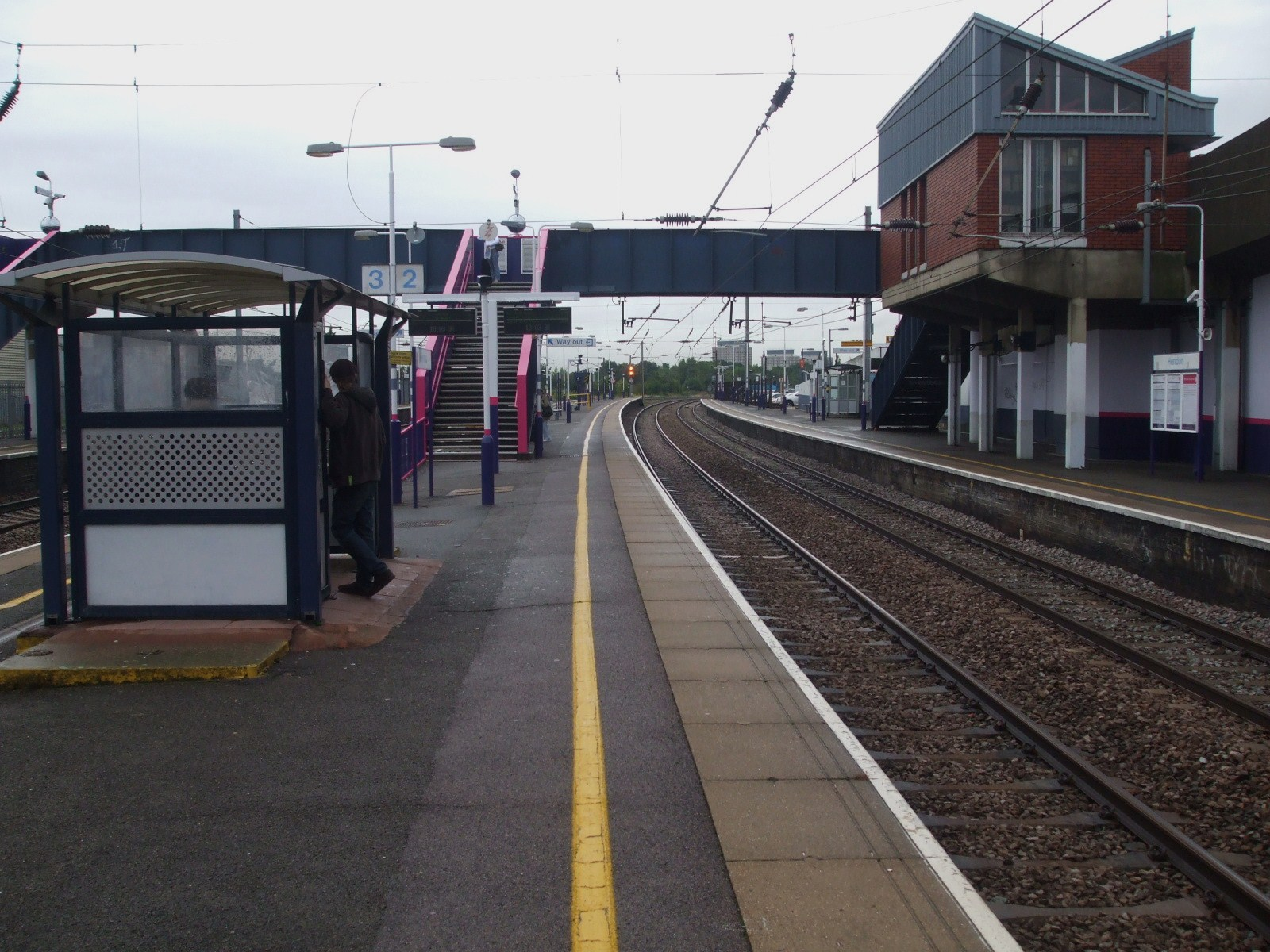

### Intermodalité
Elle est desservie par des autobus de Londres des lignes 83, 183, 653, 683, N5 et N83.